# 徐埠镇
徐埠镇，是中华人民共和国江西省九江市都昌县下辖的一个乡镇级行政单位。

## 行政区划
徐埠镇下辖以下地区：
徐埠街社区、苍山村、马矶村、韩田村、象山村、合力村、高桥村、白果村、杨岭村、莲花村、港南村、山峰村、平塘村、子云村和云步村。